# David Musil
David Musil, född 9 april 1993, är en kanadensisk-tjeckisk professionell ishockeyspelare som tillhör NHL-organisationen Edmonton Oilers och spelar för deras primära samarbetspartner Oklahoma City Barons i American Hockey League (AHL). Han har tidigare spelat på lägre nivåer för HC Dukla Jihlava i 1. česká hokejová liga (1. liga) och Vancouver Giants och Edmonton Oil Kings i Western Hockey League (WHL).
Musil draftades i andra rundan i 2011 års draft av Edmonton Oilers som 31:a spelare totalt.
David Musil är son till den före detta ishockeyspelaren František Musil, som spelade nästan 800 matcher i NHL, och den före detta tennisspelaren Andrea Holíková. Han är också släkt med de före detta ishockeyspelarna Jaroslav Holík (morfar), Jiří Holík  och Bobby Holík (morbror).

## Statistik
| 2008–2009      | HC Dukla Jihlava     | 1. liga        | 14  | 0  | 1  | 1   | 4   | 4  | 0 | 0 | 0  | 4  |
| 2009–2010      | Vancouver Giants     | WHL            | 71  | 7  | 25 | 32  | 67  | 16 | 2 | 2 | 4  | 8  |
| 2010–2011      | Vancouver Giants     | WHL            | 62  | 6  | 19 | 25  | 83  | 4  | 0 | 1 | 1  | 2  |
| 2011–2012      | Vancouver Giants     | WHL            | 59  | 6  | 21 | 27  | 104 | —  | — | — | —  | —  |
| 2012–2013      | Vancouver Giants     | WHL            | 14  | 2  | 6  | 8   | 18  | —  | — | — | —  | —  |
|                | Edmonton Oil Kings   | WHL            | 48  | 7  | 16 | 23  | 56  | 22 | 0 | 6 | 6  | 26 |
| 2013–2014      | Oklahoma City Barons | AHL            | 61  | 2  | 10 | 12  | 54  | 2  | 0 | 1 | 1  | 0  |
|                | Bakersfield Condors  | ECHL           | 3   | 1  | 0  | 1   | 2   | —  | — | — | —  | —  |
| 2014–2015      | Edmonton Oilers      | NHL            | 1   | 0  | 0  | 0   | 0   | —  | — | — | —  | —  |
|                | Oklahoma City Barons | AHL            | 62  | 1  | 9  | 10  | 33  | —  | — | — | —  | —  |
| NHL totalt     | NHL totalt           | NHL totalt     | 1   | 0  | 0  | 0   | 0   | —  | — | — | —  | —  |
| AHL totalt     | AHL totalt           | AHL totalt     | 123 | 3  | 19 | 22  | 87  | 2  | 0 | 1 | 1  | 0  |
| ECHL totalt    | ECHL totalt          | ECHL totalt    | 3   | 1  | 0  | 1   | 2   | —  | — | — | —  | —  |
| 1. liga totalt | 1. liga totalt       | 1. liga totalt | 14  | 0  | 1  | 1   | 4   | 4  | 0 | 0 | 0  | 4  |
| WHL totalt     | WHL totalt           | WHL totalt     | 254 | 28 | 87 | 115 | 328 | 42 | 2 | 9 | 11 | 36 |